# Valle San Nicolao
Valle San Nicolao est une commune italienne de la province de Biella, dans la région Piémont.

## Administration
| Période                                  | Période | Identité | Étiquette | Qualité |
| ---------------------------------------- | ------- | -------- | --------- | ------- |
|                                          |         |          |           |         |
| Les données manquantes sont à compléter. |         |          |           |         |

### Hameaux
Allasa, Bassoleje, Berchelle, Bertina, Bertola, Colongo, Delia, Ferrere, Foscallo, Gallotto, Gaudino, Groppo, Miola, Molino Filippo, Mombello, Murazze, Pizzoglio, Polto Inferiore, Polto Superiore, Strona, Stupenengo

### Communes limitrophes
Bioglio, Camandona, Cossato, Pettinengo, Piatto, Piedicavallo, Quaregna Cerreto, Scopello, Strona, Trivero, Vallanzengo, Valle Mosso